# ده‌نو (دهج، یک)
ده‌نو یا دهنو۱ روستایی در دهستان جوزم بخش دهج شهرستان شهربابک استان کرمان ایران است.

## جمعیت
بر پایه سرشماری عمومی نفوس و مسکن در سال ۱۳۹۵ جمعیت این روستا کمتر از ۳ خانوار بوده‌است.